# 58 Ursae Majoris
58 Ursae Majoris är en gulvit stjärna i huvudserien i stjärnbilden Stora björnen. Stjärnan har visuell magnitud +5,94 och är knappt synlig för blotta ögat vid god seeing. Den ligger på ett avstånd av ungefär 175 ljusår.